# Јован Лампадски
Свети Јован Лампадски је светитељ православне цркве. 
Православна црква му одаје почаст 4. октобра.
Био је родом са Кипра, из села Лампадос. Потицао је из побожне и имућне породице. Његов отац је био свештеник и звао се Киријакос. Мајка му се звала Ана. Још од детињства посветио се хришћанству. Одбијао је наговор родитеља да се ожени. У младости је ослепео. И поред тога је говорио: "Ако се и лиших телесних очију, али имам очи душе да гледам славу Господњу". Иако слеп, удаљио се са својим послушником Јованом у самоћу на строге подвиге, и тако провео 12 година, добивши и дар чудотворства. Провидео своју смрт на три дана. Умро је у миру.
На Кипру постоји манастир са његовим именом.
Кипарски хроничар Леонтиос Макеирас у својој хроници пише о њему: „И Велики Јован Лампадски, где изгони демоне. Чудотворна благодат светитеља обилно траје и данас, онима који са вером и страхопоштовањем траже његову благодат.